# Povijest drevnog Egipta

## Preddinastijski period
Oko ← 6000. Početak uzgoja žitarica u sjevernoj Africi.
← 4000. – 3000. Započinje isušivanje Sahare; stanovništvo sjeverne Afrike širi se prema jugu i istoku - pred-dinastijski period u Egiptu.
Oko ← 3500. Prva upotreba jedara na Nilu.

## Ranodinastijski period
Oko ← 3100. Prema predaji, godina ujedinjenja Egipta za Narmerove (Menes) vladavine.

## Staro Carstvo
← 2686. je početak Stare države (doba piramida) u Egiptu (← 2181.)
← 2590. Keops gradi veliku piramidu kod Gize.
Iz oko ← 2350. potječu rani religijski tekstovi pronađeni na zidovima egipatskih grobnica, tzv. Piramidalni tekstovi (hijeroglifi).

## Prvi prijelazni period
Da je to bilo vrijeme nemira i ratova vidi se po činjenici da su se ove četiri dinastije smjenjivale u samo 50 g.

## Srednje carstvo
Oko ← 2040. – 1674. nakon perioda kaosa, uspostavlja se Srednje Carstvo u Egiptu; Faraoni jačaju državu, uspostavljaju centraliziranu upravu i oko ← 1990. osvajaju susjednu Nubiju (danas Etiopija). 
Iz oko ← 1900. potječe srednjo-carska Priča o Sinuhe.

## Drugi prijelazni period
← 1725. plemena Hiksa uvode ratne kočije u Egipat. 
← 1648. Dominacija Hiksa u Egiptu (do ← 1540.).

## Novo Carstvo
Oko ← 1540. Kamose i Amozis protjeruju Hikse i utemeljuju Novo kraljevstvo u Egiptu (do ← 1069.). Egipćani osvajaju Palestinu i Siriju.
Oko 1500. napisana Knjiga mrtvih, prvi rukopis na papirusu koji obuhvaća cijelo egipatsko vjerovanje.
← 1505. započinje gradnja Amonova hrama u Karnaku za vrijeme Tutmosa I. (← 1505. – 1493.) i Tutmosa III. (← 1490. – 1436.).
 ← 1478. – 1458. Egiptom vlada kraljica Hatšepsut.
← 1402. pod vlašću Amenofisa III. Egipat je na vrhuncu slave. Započinje gradnja hrama u Luxoru. Hetiti u Armeniji usavršavaju tehniku kovanja željeza.
Oko ← 1360. Ehnaton nasilno uvodi monoteističko obožavanje boga sunca (Atona) u Egiptu i izgrađuje novu prijestolnicu – Ahetaton.
 ← 1347. egipatskim faraonom postaje Tutankamon koji ukida Atonov (Sunčev) kult što su ga bili uveli Ehnaton i njegova žena Nefertiti te obnavlja staru vjeru u Amona.
Oko 1319. – 1145. je period Ramesida u Egiptu (XIX. dinastija) koja je najjača za Ramzesa II. koji u brojnim ratovima protiv osvajača čak širi egipatski teritorij. ← 1275. Bitka kod Kadeša između Egipćana pod Ramzesom II. i Hetita.
Oko ← 1200. Propast Hetitskog Carstva; egzodus Židova iz Egipta i naseljavanje u Palestini.
← 1152. umire Ramzes III., posljednji veliki egipatski faraon.

## Pad Egipta
← 671. Asirci pokoravaju Egipat; početak obrade željeza.
← 525. Perzijanci predvođeni Kambizom II. napadaju i osvajaju Egipat.
← 332. Aleksandar Veliki osvaja Egipat.
← 323. umire Aleksandar: carstvo je podijeljeno između Makedonije, Egipta, Sirije i Pergama.
← 304. Ptolomej I., makedonski vladar Egipta, osniva neovisnu dinastiju (do 30.)
Oko ← 290. je osnovana Aleksandrijska knjižnica.
← 30. smrt Antonija i Kleopatre: Egipat postaje rimskom provincijom.

## Poveznice
- Popis faraona
- Egiptologija
- Umjetnost drevnog Egipta

## Vanjske poveznice
- Ancient Egyptian History - Aldokkan
- Glyphdoctors: Online courses in Egyptian hieroglyphics and history  Arhivirana inačica izvorne stranice od 25. studenoga 2010. (Wayback Machine)
- The Ancient Egypt Site
- Nile File — Interaktivni uvod u Drevni Egipat
- Seven Wonder of the World — Ancient Times  Arhivirana inačica izvorne stranice od 1. travnja 2004. (Wayback Machine)
- Brian Brown (ed.) (1923) The Wisdom of the Egyptians. New York: Brentano's
- Texts from the Pyramid Age Door Nigel C. Strudwick, Ronald J. Leprohon, 2005, Brill Academic Publishers
- Ancient Egyptian Science: A Source Book Door Marshall Clagett, 1989
- WWW-VL: History: Ancient Egypt  Arhivirana inačica izvorne stranice od 4. svibnja 2012. (Wayback Machine)